# 台湾猪殃殃
台湾猪殃殃（学名：Galium taiwanense）为茜草科拉拉藤属下的一个种。

## 扩展阅读
- 維基物種上的相關：台湾猪殃殃